# イシガイ
イシガイ（石貝、Unio douglasiae）は、淡水にすむイシガイ科の二枚貝で、湖沼および緩やかな流れのある河川の下流域や用水路などの砂泥底に見られる。
殻は90mm。殻は細長く、厚い。色は茶褐色から黒。若い個体はうろこ状の彫刻がある個体もあるが、彫刻は成長と共に消失する。殻の内側は真珠光沢を持つ。
グロキディウム幼生は、ヨシノボリ、オイカワ、カマツカなどに寄生する。
琵琶湖周辺ではイシガイの仲間を特に区別することなくイシガイと呼び、食用とすることがある。多くは佃煮として加工され、販売されている。

## 保護上の位置づけ
- 各都道府県版レッドデータブック[1]

Unio douglasiae
愛媛県・宮崎県　-絶滅危惧I類
亜種　Unio douglasiae douglasiae
岐阜県　-絶滅危惧II類
群馬県　-準絶滅危惧
大阪府　-要注目
亜種　Unio douglasiae nipponensis
愛知県・高知県　-絶滅危惧IA類
富山県　-絶滅危惧種
埼玉県・静岡県・三重県・鳥取県・鹿児島県　-準絶滅危惧
山形県　-地域個体群